# Uniunea Producătorilor de Fonograme din România
Die Uniunea Producătorilor de Fonograme din România (kurz UPFR) ist ein Verein mit der Aufgabe Musikauszeichnungen in Rumänien zu vergeben und die dortige Musikindustrie zu repräsentieren. Sitz der Organisation ist Bukarest.

## Verleihungsgrenzen der Tonträgerauszeichnungen
Die Auszeichnungen werden in Rumänien in Abhängigkeit der Stückzahl, sowie vom Preis des Albums, bzw. der Single vergeben.
| Auszeichnung | bis 2005 | seit 2006                                |
| ------------ | -------- | ---------------------------------------- |
| Gold         | 10.000   | 2.000 (ab 25 Leu) 10.000 (unter 25 Leu)  |
| Platin       | 20.000   | 4.000 (ab 25 Leu) 20.000 (unter 25 Leu)  |
| 2× Platin    | 40.000   | 8.000 (ab 25 Leu) 40.000 (unter 25 Leu)  |
| …            |          |                                          |
| Diamant      | 100.000  | 10.000 (ab 25 Leu) 50.000 (unter 25 Leu) |